# Donald Barthelme
Donald Barthelme, né le 7 avril 1931 à Philadelphie et mort le 23 juillet 1989 à Houston, est un auteur américain reconnu pour ses nouvelles enjouées de style postmoderniste.
Il a également travaillé comme journaliste pour le Houston Post, a été directeur du magazine Location, directeur du musée d'art contemporain de Houston (1961-1962), cofondateur de Fiction (avec Mark Mirsky et l'aide de Max et Marianne Frisch) et de la revue Gulf Coast,, et professeur dans diverses universités. Il est également l'un des fondateurs des ateliers d'écriture créative de l'université de Houston qui a créé en son honneur plusieurs prix littéraires.

## Biographie
Donald Barthelme est né à Philadelphie en 1931, ses parents étant tous deux étudiants de l'université de Pennsylvanie.  Deux ans plus tard, sa famille déménage au Texas, son père étant nommé professeur d'architecture à l'université de Houston, là où plus tard il fera des études de journalisme.
En 1951, encore étudiant, il écrit ses premiers articles pour le Houston Post. En 1953, il est incorporé dans l'armée et arrive en Corée le 27 juillet, le jour même où le cessez-le-feu mettant fin à la guerre est signé.  Il y est peu de temps rédacteur en chef d'un journal de l'Armée avant de retourner aux États-Unis et à son travail au Houston Post.
Une fois de retour, il poursuit des études de philosophie à l'Université de Houston. Bien qu'il y suive des cours jusqu'en 1957, il n'a jamais obtenu de diplôme. Il passait en effet la plus grande partie de son temps libre dans les clubs de jazz de Houston, à l'écoute d'innovateurs musicaux comme Lionel Hampton et Peck Kelly, une expérience qui influencera plus tard son écriture.
Sa relation avec son père fut celle de la lutte entre un fils rebelle et un père exigeant. Des années plus tard, ils auront des disputes énormes concernant les genres littéraires qui l'intéressaient et qu'il écrivait. Alors qu'à bien des égards son père fait partie de l'avant-garde en art et esthétique, il n'approuvait pas les écoles postmoderne et la déconstruction. Son attitude envers son père est dépeinte dans les romans The Dead Father et The King, où il est représenté par les personnages du Roi Arthur et de Lancelot. Il montre aussi son indépendance en rompant avec le catholicisme familial (sa mère était particulièrement dévote), une séparation qui le troublera tout au long de sa vie, autant que le fit l'éloignement d'avec son père. Il semblait beaucoup plus proche de sa mère et perméable à ses reproches.
Il enseigne pendant de courtes périodes à l'université de Boston, à l'université de Buffalo et au collège de la ville de New York, où il est invité comme Distinguished Visiting Professor en 1974-75.
Il s'est marié quatre fois. Sa seconde épouse, Helen Barthelme, écrira plus tard une biographie intitulée Donald Barthelme: The Genesis of a Cool Sound.  Birgit, une danoise, sa troisième épouse, est la mère de son premier enfant, une fille nommée Anne. À la fin de sa vie, il épouse Marion, avec qui il a une seconde fille, Kate, ils restent mariés jusqu'à sa mort d'un cancer de la gorge en 1989.
Dans le numéro de décembre 2001 de Harper's Magazine, l'écrivain Paul Limbert Allman l'accuse d'avoir orchestré l'agression dont Dan Rather a été victime en 1986, citant certain passages d'écrits de Donald Barthelme, par exemple la phrase « Quelle est la fréquence ? » prononcée par l'agresseur, un personnage récurrent nommé Kenneth, et une nouvelle concernant un éditeur plein de suffisance nommé Rather. 
Allman admet que lui-même trouve sa théorie « difficile à accepter », et que les assaillants auraient aussi pu être des « irresponsables armés avec des citations » . Une biographie vient de lui être consacrée par Tracy Daugherty en 2009.

Ses frères Frederick (1943 -) et Steven (1947 -) sont également des écrivains reconnus et des enseignants de l'université du Sud Mississippi.

## Carrière
En 1961, l'année où il devient directeur du musée d'art contemporain de Houston, il publie sa première nouvelle, suivie en 1963 par la parution dans le New Yorker de L'Lapse . 
Le magazine continue de publier une grande partie de la production de ses débuts, y compris des histoires désormais célèbres comme Me and Miss Mandible, l'histoire de quelqu'un de trente-cinq ans, envoyé à l'école primaire par une erreur bureaucratique et qui échoue à la fois dans son mariage et son travail d'expert en assurances, et A Shower of Gold, dans lequel un sculpteur accepte d'apparaître dans le jeu existentialiste "Who Am I?".  Il réunit ses premières nouvelles l'année suivante dans le recueil Come Back, Dr. Caligari pour lequel il reçoit des critiques élogieuses considérables en tant qu'innovateur de la nouvelle.
Son style (personnages populaires de fiction dans des situations absurdes, par exemple, The Joker's Greatest Triumph inspiré par Batman) a engendré nombre d'imitateurs et a contribué au cadrage de la nouvelle des décennies suivantes. Il poursuit son succès de nouvelliste avec Unspeakable Practices, Unnatural Acts (1968). Une histoire de ce recueil, que l'on peut retrouver dans des anthologies, Le Ballon, semble être une réflexion sur ses intentions en tant qu'artiste. Le narrateur du conte gonfle un ballon géant de forme irrégulière couvrant la plus grande partie de Manhattan, provoquant des réactions contradictoires dans la population. Des enfants jouent sur le dessus, s'amusant comme s'ils étaient sur une surface plane; des adultes tentent de lui trouver une signification, mais ils sont déconcertés par la constante évolution de sa forme, les autorités tentent de le détruire, mais échouent. 
Ce n'est que dans le dernier paragraphe que le lecteur apprend que le narrateur a gonflé le ballon pour des raisons purement personnelles, et ne voit pas de signification intrinsèque au ballon en lui-même, celui-ci étant une métaphore de sa fiction à la fois amorphe et changeante. Parmi les remarquables histoires de ce recueil, on trouve The Indian Uprising (Le soulèvement indien), le collage fou d'une attaque Comanche sur une ville moderne, et Robert Kennedy Saved From Drowning (Robert Kennedy sauvé de la noyade), une série de tableaux montrant la difficulté de connaître vraiment un personnage public, cette dernière nouvelle ayant été publiée à peine deux mois avant le véritable assassinat de Robert Kennedy en 1968.
Bathelme écrit encore plus de cent nouvelles parus dans les recueils City Life (1970), Sadness (1972), Amateurs (1976), Great Days (1979), et Overnight to Many Distant Cities (1983). Beaucoup de ces nouvelles ont ensuite été réimprimées et légèrement recorrigées pour les recueils Sixty Stories (1981), Forty Stories (1987) et, à titre posthume, Flying to America (2007). Principalement connu pour ses nouvelles, il a aussi écrit quatre romans caractérisés par le même style fragmentaire : Snow White (1967), The Dead Father (1975), Paradise (1986), et The King (1990, posthume). Ses autres écrits de non-fiction ont été rassemblés dans deux recueils, à titre posthume:  Not-Knowing (1997) et The Teachings of Don B. (1998). Il a également écrit en collaboration avec sa fille un livre pour enfants The Slightly Irregular Fire Engine, qui a reçu le National Book Award de littérature pour enfants en 1972.
Il a été administrateur du PEN club et de la Guilde des Auteurs, et membre de l'Académie américaine des arts et des lettres.

## Style et héritage
Ses nouvelles sont souvent exceptionnellement compactes (une forme parfois appelée « récit court-court «, « fiction flash » ou « fiction soudaine »), ne mettant souvent l'accent que sur un incident, plutôt que d’être des récits complets. Il a, cependant, écrit des histoires plus longues avec des arcs narratifs plus traditionnels. Au début, ces histoires contenaient de courts moments épiphaniques. Avec l’avancement de son œuvre, ses histoires ne sont plus consciemment philosophiques ou symboliques. Sa fiction a ses admirateurs et détracteurs, est saluée comme profondément disciplinée ou raillée comme étant creuse et d'un postmodernisme académique. Ses pensées et son œuvre sont en grande partie le résultat de l'angoisse du XXe siècle, ainsi que de l'étendue de ses lectures, par exemple Pascal, Husserl, Heidegger, Kierkegaard, Ionesco, Beckett, Sartre et Camus.
Ses histoires évitent typiquement les structures de l'intrigue traditionnelle, en s'appuyant plutôt sur une accumulation constante de détails en apparence sans liens. En détournant les attentes du lecteur par le biais de constants coq-à-l'âne, il crée un collage verbal irrémédiablement fragmenté, réminiscence d'œuvres modernistes comme La Terre vaine de T. S. Eliot et l'Ulysse de James Joyce, dont il a souvent remis en cause les expériences linguistiques.
Cependant, son scepticisme fondamental et son ironie l'éloigneront de la croyance des modernistes en la puissance de l'art pour reconstruire la société, conduisant la plupart des critiques à le classer comme écrivain postmoderne. 
Les critiques littéraires ont noté que, comme Stéphane Mallarmé, qu'il admirait, il jouait avec le sens des mots, en s'appuyant sur l'intuition poétique pour susciter de nouvelles associations d'idées enfouies dans les expressions et les réponses classiques.
Le critique George Wicks l'a appelé « le praticien américain majeur du surréalisme d'aujourd'hui… dont la fiction continue les investigations de la conscience et les expérimentations dans l'expression qui ont commencé avec le dadaïsme et le surréalisme il y a un demi-siècle. » Il a été dépeint de nombreuses autres manières, par exemple dans un article paru dans Harper's Magazine où Joséphine Henden le classe comme sado-masochiste colérique.
La plus grande partie de son œuvre a été publiée par le The New Yorker. Time Magazine a élu City Life l'un des meilleurs livres de l'année et l'a considéré comme écrit avec la « pureté de la langue de Kafka et comportant des traits d'humour noir à la Beckett. »
Parfois, il semble que chacune de ses histoires est unique, comme l'est son originalité formelle: par exemple, une manipulation douce du monologue dramatique parodique dans L'École ou une liste de 100 phrases et fragments numérotés dans La Montagne de verre. Le narrateur de "Tu vois la lune ?" de Unspeakable Practices, Unnatural Acts déclare : « Les fragments sont les seules formes en lesquelles j'ai confiance » (en fait, l'affirmation apparaît plusieurs fois dans cette histoire), un aspect de son écriture que Joyce Carol Oates a commenté dans le The New York Times Book Review de 1972 intitulé «Whose Side Are You On?"  : « C’est la phrase d'un écrivain au génie défendable dont les œuvres reflètent qu'il doit ressentir en lui-même, livre après livre, que son cerveau n'est que fragments... comme tout le reste. »
Il a exprimé une grande irritation concernant la citation sur les «fragments» qui était souvent attribuée à lui-même, plutôt que d'être comprise simplement comme une déclaration d'un narrateur dans un récit.
Un autre de ses dispositifs est de parsemer un conte avec des illustrations apparemment tirées de textes scientifiques ou de navigation des XVIIe et XVIIIe siècles, affublées de légendes ironiques. Il appelait ses découpages et collages d'images "un vice secret devenu public". L'un des articles du recueil Guilty Pleasures, appelé "L'expédition», contient l'illustration pleine page d'une collision entre navires, avec la légende "Ce n'est pas de notre faute!"
Son héritage en tant qu'éducateur est toujours vivant à l'université de Houston, où il fut l'un des fondateurs du programme prestigieux d'atelier d'écriture. À l'université de Houston, il est devenu reconnu comme un mentor sensible, créatif, et encourageant pour ses jeunes étudiants, tout en poursuivant ses propres écrits. Padgett Powell le mentionne en tant que son "père littéraire" dans l'interview au magazine The Believer en 2006, précisant que Barthelme l'a aidé, entre autres, à choisir les chapitres de son premier roman qu'il allait envoyer à l'éditeur à des fins de publication

## Influences
Dans une interview avec Jérôme Klinkowitz en 1971-1972 (maintenant reprise dans Not-Knowing: The Essays and Interviews of Donald Barthelme), il fournit une liste de ses écrivains préférés, contenant à la fois des figures influentes du passé et les écrivains contemporains qu'il admirait. 

Tout au long d'autres entretiens repris dans le même recueil, il reprend certains de ces noms et en mentionne plusieurs autres, à l'occasion s'étendant sur les raisons pour lesquelles ces écrivains étaient importants pour lui. 

Dans une interview pour Pacifique Radio en 1975, il souligne que, pour lui, Beckett est au premier rang de ses prédécesseurs littéraires : «... Je suis particulièrement impressionné par Beckett. Je suis tout simplement renversé par Beckett, comme Beckett l'a été, je suppose, par Joyce. »
Voici une liste partielle glanées lors de ces entretiens. 
| - François Rabelais - Arthur Rimbaud - Heinrich von Kleist - Franz Kafka - Gertrude Stein - Flann O'Brien | - Samuel Beckett - William H. Gass - Rafael Sabatini - S.J. Perelman - Ann Beattie - Walker Percy | - Gabriel García Márquez - John Barth - Thomas Pynchon - Kenneth Koch - John Ashbery - Grace Paley |

## Œuvres

### Recueils de nouvelles
- Come Back, Dr. Caligari, Little & Brown, Boston, 1964.
- Unspeakable Practices, Unnatural Acts, Farrar & Straus, New York, 1968.
- City Life, Farrar & Straus, 1970.
- Sadness, Farrar & Straus, 1972.
- Guilty Pleasures, non-fiction, Farrar & Straus, 1974.
- Amateurs, Farrar & Straus, 1976.
- Great Days, Farrar & Straus, 1979.
- Sixty Stories, Putnam (New York), 1981.
- Overnight to Many Distant Cities, Putnam's, 1983.
- Sam's Bar, Doubleday (New York), 1987.
- Forty Stories, Putnam's, 1987.

### Recueils de nouvelles traduits en français
- Pratiques innommables, traduit par Céline Zins, Paris, Gallimard, coll. Du monde entier, 1972. Comprend :
  - extraits de Come Back, Dr. Caligari : Les Quatre-vingt-un Ans de Florence Green, Le Pianiste, Me direz-vous ?, Car le gars dont la seule joie est de t'aimer c'est moi, La Grande Émission de 1938, Marie, Marie, cramponne-toi, Tout en haut dans l'air, Marges, Le Voyage à Londres et à Rome et Une pluie d'or
  - extraits de Unspeakable Practices, Unnatural Acts : L'Insurrection des Indiens, Le Ballon, Robert Kennedy sauvé des eaux, Le Nigaud, L'Orchestre de police, Édouard et Pia, Quelques moments de sommeil et de réveil, Le Président et Tu vois la lune ?.
- La ville est triste, trad. Christiane Verzy, Paris, Gallimard, coll. Du monde entier, 1978. Comprend :
  - extraits de City Life : Images de mon père en pleurs, Paraguay, Chien chutant, Au Musée Tolstoï, La Montagne de verre, L’Explication, Kierkegaard injuste envers Schlegel, Phrase, Sur les anges, Dégât cérébral, La Réception et Le Marchand de sable
  - extraits de Sadness : Critique de la vie quotidienne, Träumerei et Le Génie.
- Voltiges, trad. Isabelle Chedal et Maryelle Desvignes, Paris, Denoël, 1990. Comprend :
  - extrait de Come Back, Dr. Caligary : Miss Mandibule et moi
  - extrait de Unspeakable Pratices, Unnatural Acts : Alice
  - extraits de City Life : City Life et L’Ami du fantôme de l’Opéra
  - extraits de Sadness : Perpetua, La Tentation de saint Antoine, Le Catéchiste, Le Film, Vol de pigeons au-dessus du palais et La Montée du capitalisme
  - extrait de Guilty Pleasures : Eugénie Grandet
  - extraits de Amateurs : Tu as l’audace de Vincent Van Gogh, J’ai acheté une petite ville, Certains d’entre nous menaçaient notre ami Colby, La Femme captive, 110 West Sixty-First Street et Rebecca
  - extraits de Great Days : Les Excuses, Le Roi du jazz et Sur les marches du Conservatoire
  - extrait de Sixty Stories : L’Adieu
  - extraits de Forty Stories : Sindbad et Première.
- Émeraude, trad. Isabelle Delord-Philippe, Paris, Éditions Denoël, 1992. Comprend :
  - extraits de Guilty Pleasures : Le Dragon, Lettres à l’Editóre, Les jeux sont l’ennemi de la beauté… et Une nation de roues
  - extraits de Sadness : Paul Klee, Daumier et Convocation
  - extraits de Great Days : Cortez et Montezuma et La Nouvelle Musique
  - extrait de Sixty Stories : Émeraude
  - extraits de Overnight to Many Distant Cities : Conversations avec Goethe, J’ai mis un nom dans une enveloppe, La première chose que la petite a faite de mal, À propos du corps humain, Le type dans la chambre de derrière, Financièrement, le journal, Escale dans maintes cités lointaines et Maintenant que j’ai vieilli
  - extrait du New Yorker : L’Auteur.

### Romans
- Snow White, Atheneum, New York City, 1967 - (fr) Blanche-Neige, Gallimard, coll. « Du monde entier », 1969.
- The Dead Father, Farrar & Straus, 1975 - (fr) Le Père Mort, Gallimard, coll. « Du monde entier », 2012.
- Paradise, Putnam, 1986. Réédition Dalkey Archive Press, 2005.
- The King, Harper, New York City, 1990 - (fr) Le Roi, Denoël, 1992.

### Autres publications
- The Slightly Irregular Fire Engine or the Hithering Thithering Djinn (livre pour enfants), Farrar, Straus, 1971.
- Great Days (adaptation pour le théâtre), 1983.
- The Teachings of Don B.: Satires, Parodies, Fables, Illustrated Stories and Plays of Donald Barthelme (essai), Turtle Bay Books, New York, 1992.
- Not-Knowing: The Essays and Interviews of Donald Barthelme, Random House, New York, 1997.

## Prix et distinctions
- Guggenheim Fellowship , 1966
- Time Magazine : meilleur livres de la liste de 1971 pour City Life
- National Book Award de littérature pour enfants, 1972, pour he Slightly Irregular Fire Engine or the Hithering Thithering Djinn
- Morton DAUWEN Zabel Award de l'Académie américaine des arts et des lettres, 1972
- Jesse H. Jones Award du Texas Institute of Letters, 1976, pour The Dead Father
- Nommé pour le National Book Critics Circle Award, le PEN / Faulkner Award for Fiction, Los Angeles Times Book Prize, pour Sixty Stories, tous en 1982
- Rea Award for the Short Story, 1988